# Islam au Kazakhstan

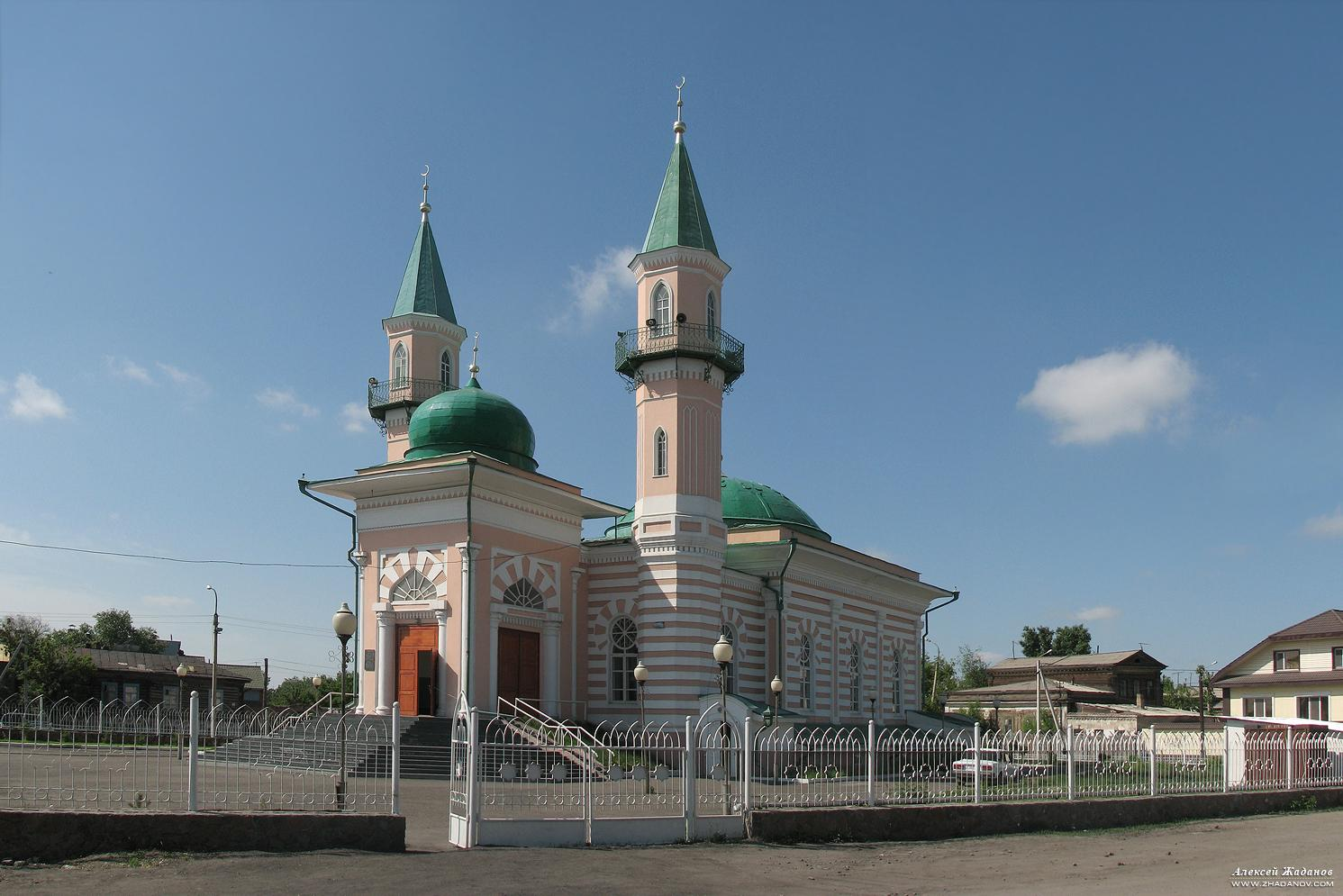
Une mosquée à Semeï

L'islam est la religion majoritaire du Kazakhstan : un recensement de 2009 établit que 70 % de la population est musulmane. L'ethnie kazakhe est majoritairement sunnite d'obédience hanafite, et son chef spirituel est Nysambaï-Uly.Le Kazakhstan est le pays musulman le plus septentrional du monde. L'ethnie kazakhe y constitue plus de la moitié de la population, mais d'autres groupes ethniques comme les Ouzbeks, les Ouighours et les Tatares vivent aussi au Kazakhstan. L'islam a été introduit au Kazakhstan au VIIIe siècle par les Arabes. Une communauté ahmadiyya est présente depuis 1991 au Kazakhtsan, surtout à Almaty.

## Histoire
L'islam a été introduit au Kazakhstan à partir de 714, lorsque les Arabes sont arrivés en Asie centrale,.
L'islam a d'abord pris place dans le Sud du Turkestan, puis s'est répandu peu à peu au Nord. Il a pris racine avec l'activité missionnaire des juristes samanides, notamment aux alentours de Taraz, où une part importante de Kazakhs ont embrassé l'islam. Dans un second temps au XIVe siècle, la Horde d'or a propagé l'islam parmi les Kazakhs et d'autres tribus d'Asie centrale. Au XVIIIe siècle enfin, alors que grandissait l'influence russe dans la région, Catherine II manifesta la volonté d'affermir l'islam dans la région en envoyant prêcher des clercs musulmans, pour élever moralement les Kazakhs, qui étaient perçus comme des sauvages et des ignorants.
La politique russe a ensuite changé peu à peu, pour réintroduire dans la conscience collective kazakhe des coutumes pré-islamiques. Pour ce faire, des personnages historiques kazakhs pré-islamiques ont été mis en valeur, et on a envoyé des Kazakhs dans des institutions militaires russes d'élite pour leur faire sentir leur infériorité. En réponse à cette politique, les chefs religieux kazakhs ont cherché à apporter une ferveur religieuse grâce au panturquisme, bien que cela occasionnât de nombreuses persécutions. Pendant la période soviétique, les institutions musulmanes n'ont survécu que là où ils étaient majoritaires, et par une pratique quotidienne de l'islam. Pour conformer la culture kazakhe à l'idéologie communiste, de nombreux aspects de la culture kazakhe comme les relations conjugales étaient transformés.
Plus récemment, les Kazakhs se sont progressivement efforcés de revitaliser les institutions islamiques après la chute de l'Union soviétique. Le Kazakhstan affirme une foi musulmane non fondamentaliste, surtout faite de dévotions dans les campagnes. Les descendants des guerriers musulmans et des missionnaires du VIIIe siècle jouissent d'un grand prestige dans leur communauté. Les hommes politiques kazakhs ont cherché eux aussi à encourager la conscience musulmane. Ainsi, le ministre des Affaires étrangères Marat Tazhin a affirmé récemment que la Kazakhstan « attache une grande importance à l'histoire, la culture et l'héritage musulmans ».
Les autorités soviétiques avaient cherché à encourager une pratique contrôlée de l'islam avec l'administration spirituelle des musulmans d'Asie centrale et du Kazakhstan, un parti politique au rôle unificateur. En même temps, l'Union soviétique interdisait la liberté religieuse. Mais depuis l'indépendance du Kazakhstan, l'activité religieuse a augmenté de façon significative : la construction de mosquées et de medersas s'est accélérée dans les années 1990, avec l'aide financière de la Turquie, de l'Égypte et surtout de l'Arabie saoudite. En 1991, 170 mosquées étaient actives, et plus de la moitié avaient été construites récemment. On estime qu'il y a actuellement 230 communautés musulmanes actives au Kazakhstan.

## L'islam et l'État
En 1990, Noursoultan Nazarbaïev, le premier secrétaire du Parti communiste du Kazakhstan, crée une base pour l'islam en retirant le Kazakhstan de l'autorité du conseil musulman d'Asie centrale, une administration pro-soviétique orientée religieusement. Au contraire, il crée un conseil de muftis séparé, autorité religieuse autonome des musulmans kazakhs. S'inspirant des gouvernements islamiques de leurs voisins iranien et afghan, les rédacteurs de la constitution de 1993 ont interdit les partis politiques religieux. La constitution de 1995 stipule que l'État est laïc ; elle interdit les organisations qui suscitent des désaccords religieux, politiques ou raciaux, et impose un contrôle strict des organisations religieuses étrangères. Le Kazakhstan est le seul État d'Asie centrale a n'avoir pas assigné de statut spécial à l'islam. Néanmoins, il a rejoint l'Organisation de la coopération islamique cette même année. Ce choix est autant lié à la politique étrangère de Nazarbaïev qu'à des considérations intérieures. Conscient du grand potentiel d'investissement des pays du Moyen-Orient, Nazarbaïev a rendu visite à l'Iran, à la Turquie et à l'Arabie saoudite. Il a pris l'option de faire du Kazakhstan un pont entre les musulmans et l'Occident. Ainsi, il choisit de n'avoir qu'un statut d'observateur dans l'Organisation de coopération économique, qui rassemble surtout des nations musulmanes. Lorsque le président Nazarbaïev se rend à la ville sainte de La Mecque en 1994, il prend soin de se rendre aussi au Vatican lors du même voyage pour rendre visite au pape Jean-Paul II.